# Cynorta guasinensis
Cynorta guasinensis is een hooiwagen uit de familie Cosmetidae.